# Chevrolet Delray
Chevrolet Delray  [шевроле́ дэлрэй] — американский полноразмерный легковой автомобиль, выпускавшийся подразделением Chevrolet корпорации General Motors как модель с 1954 по 1958 год. Это была недорогая машина, до 1958 года бывшая частью серии Chevrolet 210. Ниже её в модельном ряду находился только Chevrolet 150, который был снят с производства и заменён Delray в 1958 году.

## История

### 1954
В этом году Chevrolet Delray был выпущен как улучшенный вариант двухдверного седана Chevrolet 210: с крышей, обтянутой винилом, изменённым оформлением салона и другими небольшими улучшениями. Delray был укомплектован теми же моторами и КПП, что и основная серия 210.
Двигатели:
- 235 in³ «Blue Flame» L6 115 л. с. (только МКПП)
- 235 in³ «Blue Flame» L6 125 hp. (только АКПП)

КПП:
- 3-ст. МКПП Synchromesh (полностью синхронизированная на передачах переднего хода)
- 3-ст. МКПП Synchromesh с повышающей передачей (overdrive)
- 2-ст. АКПП Powerglide (2-ступ.)

### 1955
В 1955 году все полноразмерные Chevrolet получили новую платформу, приземистый и широкий кузов и новейший V8 Small Block объёмом 265 куб. дюймов.
Двигатели:
- 235 in³ «Blue Flame» L6 123 л. с. (стандарт для МКПП Syncromesh)
- 235 in³ "Blue Flame L6 136 л. с. (стандарт для АКПП Powerglide)
- 265 in³ «Turbo-Fire» OHV V8 162 л. с.
- 265 in³ «Turbo-Fire» OHV V8 180 л. с. (опция)

КПП:
- 3-ст. МКПП Synchromesh
- 3-ст. МКПП Synchromesh с повышающей передачей
- 2-ст. АКПП Powerglide

### 1956
Обновлённые моторы повысили свою мощность, V8 отныне предлагался в трёх вариантах, а рядный шестицилиндровый мотор был унифицирован для МКПП и АКПП.
Двигатели:
- 235 in³ «Blue Flame» L6 140 л. с.
- 265 in³ «Turbo-Fire» OHV V8 170 л. с.
- 265 in³ «Turbo-Fire» OHV V8 210 л. с. (четырёхкамерный карбюратор)
- 265 in³ «Turbo-Fire» OHV V8 225 л. с. (сдвоенные четырёхкамерные карбюраторы)

КПП:
- 3-ст. МКПП Synchromesh
- 3-ст. МКПП Synchromesh с повышающей передачей
- 2-ст. АКПП Powerglide

### 1957
Уникальный впрысковый V8 объёмом 283 кубических дюйма стал значимой вехой в истории автопромышленности США.
Впрысковая система Ram Jet была разработана Джоном Дольцей и Дональдом Стольтманом, инженерами отделения Rochester, и Зорой Аркус-Дантовым, главным инженером проекта Chevrolet Corvette, и считается одним из первых надёжных систем электронного впрыска. Кстати, её можно было заказать и на серию 210, и на базовый Chevrolet 150.
Двигатели:
- 235 in³ «Blue Flame» L6 140 л. с.
- 265 in³ «Turbo-Fire» OHV V8 162 л. с.
- 283 in³ «Super Turbo-Fire» OHV V8 185 л. с.
- 283 in³ «Super Turbo-Fire» OHV V8 220 л. с. (четырёхкамерный карбюратор)
- 283 in³ «Super Turbo-Fire» OHV V8 270 л. с. (сдвоенные четырёхкамерные карбюраторы)
- 283 in³ «Super Turbo-Fire» OHV V8 283 л. с. (система впрыска топлива Ram Jet компании Rochester)

КПП:
- 3-ст. МКПП Synchromesh
- 3-ст. МКПП Synchromesh с повышающей передачей
- 2-ст. АКПП Powerglide
- АКПП Turboglide (Турбоглайд)

### 1958
В 1958 году модель Chevrolet 150 была снята с производства, и Delray де-факто пришёл ей на смену, став самой недорогой и доступной моделью марки (entry-level model). Выше её стояли модели Biscayne, Bel Air, а на самом верху модельной гаммы Chevrolet была модель Chevrolet Impala, появившаяся в 1958 году как специальная комплектация Bel Air.
Основными покупателями Delray были полиция и таксопарки, где ценили прежде всего надёжность и ходовые качества авто. Покупатели могли выбрать любой мотор и КПП, предлагавшихся отделением Chevrolet, в том числе V8 объёмом 348 куб. дюймов (5,7 л) и Super Turbo-Fire с впрыском Ram Jet, оставшийся с сезона 1957 года.
В 1959 году топ-моделью Chevrolet стала Impala, моделью среднего уровня (mid-level model) был Bel Air, а Biscayne, бывший ранее моделью второго уровня (second-lowest trim level model), стал самым доступным (entry-level).